# لی مین-هیوک (خواننده، زاده ۱۹۹۳)
لی مین هیوک (کره‌ای: 이민혁؛ زادهٔ ۳ نوامبر ۱۹۹۳) که بیشتر با نام هنری مینهیوک (انگلیسی: Minhyuk) شناخته می‌شود، خواننده و مجری اهل کره جنوبی است. او به عنوان یکی از اعضای گروه پسرانهٔ کره‌ای مونستااکس فعالیت خود را آغاز کرد. این گروه در سال ۲۰۱۵ و از طریق برنامه رقابتی به نام No.Mercy در شبکه ام‌نت زیر نظر استارشیپ انترتینمنت شکل گرفت.

## اوایل زندگی و آغاز فعالیت
لی مین هیوک زادهٔ ۳ نوامبر ۱۹۹۳ در یی‌جونگ‌بو، استان گیونگ‌گی، کره جنوبی است.
در دسامبر ۲۰۱۴ او در برنامه رقابتی شبکه ام‌نت به نام No.Mercy شرکت کرد. در فینال این برنامه او یکی از هفت شرکت کنندهٔ برنده برای آغاز فعالیت در گروه پسرانهٔ جدید به نام مونستااکس از کمپانی استارشیپ انترتینمنت شد.

## ترانه‌شناسی

### تک‌آهنگ‌ها

#### به عنوان آرتیست اصلی
| عنوان                                                               | سال  | بالاترین موقعیت جدول | فروش     | آلبوم             |
| عنوان                                                               | سال  | کره جنوبی            | فروش     | آلبوم             |
| ------------------------------------------------------------------- | ---- | -------------------- | -------- | ----------------- |
| «اونگ‌شیمی» (Ongsimi; 옹심이) (با همکاری جوهانی)                     | ۲۰۱۹ | —                    | افشانشده | تک‌اهنگ بدون آلبوم |
| «—» بیانگر انتشاری است که در قلمروی آن جدول نبوده یا منتشر نشده‌است. |      |                      |          |                   |

### ساندترک‌ها
| عنوان                                   | سال  | آلبوم                            | هنرمند(ها) | منابع |
| --------------------------------------- | ---- | -------------------------------- | ---------- | ----- |
| «شب خوبی داشته باشی» (Have a Goodnight) | ۲۰۲۰ | اواس‌تی او تایپ مورد علاقه من است |            | [ ۵ ] |

## فیلم‌شناسی

### برنامه‌های تلویزیونی
| سال       | عنوان             | نقش               | توضیحات | منابع         |
| --------- | ----------------- | ----------------- | ------- | ------------- |
| ۲۰۱۴–۲۰۱۵ | No.Mercy          | شرکت کننده        |         | [ ۳ ]         |
| ۲۰۱۸      | قانون جنگل        | عضو گروه بازیگران |         | [ ۶ ]         |
| ۲۰۱۸      | My Math Teen      | عضو گروه بازیگران |         | [ ۷ ]         |
| ۲۰۱۹–۲۰۲۱ | اینکیگایو         | مجری              |         | [ ۸ ]         |
| ۲۰۲۰      | ویکلی آیدل        | مجری              |         | [ ۹ ]         |
| ۲۰۲۰      | رستوران فان       | مجری              |         | [ ۱۰ ]        |
| ۲۰۲۰      | پادشاه خواننده    | شرکت کنندا        |         | [ ۱۱ ]        |
| ۲۰۲۱      | کلاس محله ما      | عضو گروه بازیگران |         | [ ۱۲ ]        |
| ۲۰۲۱      | بازگشت به آیدل    | مجری              | فصل ۲   | [ ۱۳ ] [ ۱۴ ] |
| ۲۰۲۲      | خانواده شگفت‌انگیز | داور              |         | [ ۱۵ ]        |
| ۲۰۲۲      | ویکلی آیدل        | مجری ویژه         |         | [ ۱۶ ]        |

### برنامه‌های اینترنتی
| سال       | عنوان                       | نقش               | توضیحات      | منابع                |
| --------- | --------------------------- | ----------------- | ------------ | -------------------- |
| ۲۰۲۲      | بازگشت به آیدل              | مجری              | فصل ۱        | [ ۱۷ ]               |
| ۲۰۲۰–۲۰۲۱ | Vogue Ship Show             | مجری              | فصل ۱        | [ ۱۸ ] [ ۱۹ ]        |
| ۲۰۲۱–۲۰۲۲ | اینسا اوپا                  | عضو گروه بازیگران | فصل ۵ و ۶    | [ ۲۰ ] [ ۲۱ ] [ ۲۲ ] |
| ۲۰۲۲      | Vogue Ship Show (نسخه ویژه) | مجری              | ۱۸ و ۲۳ مارس | [ ۲۳ ]               |
| ۲۰۲۲      | اکس: دنیای جدید             | عضو گروه بازیگران | فصل ۲        | [ ۲۴ ]               |
| ۲۰۲۲      | Vogue Ship Show             | مجری              | فصل ۲        | [ ۲۵ ] [ ۲۶ ]        |